# 골레스탄 궁전

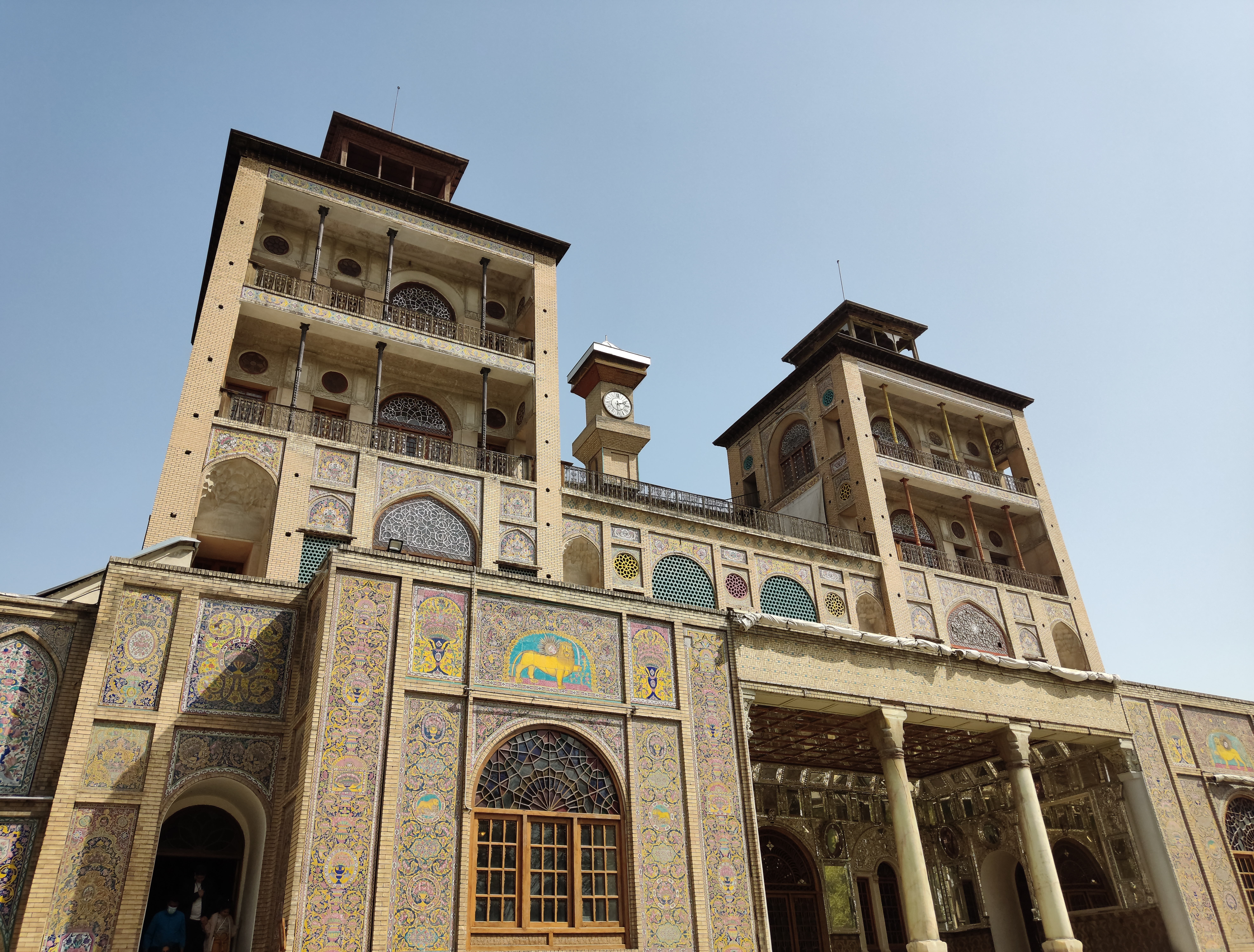

골레스탄 궁전(Golestan Palace, Gulistan Palace, Rose Garden Palace) 또는 골레스탄궁은 16세기에 건조되고 18세기에 리노베이션을 거쳐 1865년 최종적으로 재건조된 궁전이다. 테헤란의 과거 카자르 왕조의 단지였다.
테헤란시의 가장 오래된 유적지들 중 하나이자 세계유산이기도 하다. 정원, 왕립 건물들, 이란 공예 수집품, 18~19세기 유럽의 산물들이 남아있다.

## 역사
성채는 사파비 왕조의 타흐마스프 1세 시기에 건조되었으며 나중에 잔드의 카림 칸에 의해 리노베이션되었다. 카자르 왕조의 아가 모하마드 샤가 테란을 수도로 삼았다.

## 현재
2005년 10월 11일, 이란 세계유산기구는 유네스코에 2007년의 세계유산 목록으로의 편입을 신청했다. 2013년 6월 23일, 프놈펜의 유네스코 회의 중 세계유산 지명이 공표되었다.